# Giuochi particolari
Giuochi particolari é um filme franco-italiano de Franco Indovina, estreou em 1970.